# Ernst Oswald Johannes Westphal
Ernst Oswald Johannes Gotthard Gotthilf Westphal (Khalava em Venda, África do Sul, 1919 - Bredasdorp perto da Cidade do Cabo, África do Sul, 27 de novembro de 1990), foi um linguista sul-africano e especialista nas línguas bantu e khoisan. De 1949 a 1962 lecionou na Escola de Estudos Orientais e Africanos (SOAS) da Universidade de Londres.

## Biografia
Ernst Westphal nasceu em Khalava em Venda, filho de pais missionários luteranos alemães . Seu pai era Gotthard Westphal e seu avô, também Ernst Westphal, era com sua esposa Wilhelmine o professor e mentor de Solomon Plaatje. Já quando criança, EOJ Westphal era fluente em alemão, inglês e africâner, como muitos sul-africanos. Sua primeira língua nativa, no entanto, era o venda e, quando criança, ele foi iniciado nos ritos parcialmente secretos da venda para homens jovens.
Ele estudou Zulu e Southern Sotho com Clement Martyn Doke na Universidade de Witwatersrand e, depois de se formar em 1942, foi professor lá de 1942-1947. Ele foi professor de línguas bantu na Escola de Estudos Orientais e Africanos (SOAS) da Universidade de Londres 1949-1962, onde seu melhor amigo era Guy Atkins (irmão de Vera Atkins ), também um estudioso de línguas africanas. Outro amigo e associado foi Fenner Brockway . Westphal foi Professor de Línguas Africanas na Escola de Estudos Africanos da Universidade da Cidade do Cabo, África do Sul, de 1962 até sua aposentadoria em 1984, e foi reconhecido como uma autoridade nas línguas clique do povo San, as línguas Khoisan, em muitas das quais ele era fluente. Rycroft afirmou que Westphal falava seis línguas principais como nativo, outras seis quase perfeitamente, e das línguas africanas duzentas ou mais faladas bem. Em Lisboa, Westphal traduziu textos e inscrições encontrados em Moçambique de sua língua original para o português em nome do governo português, em colaboração com o Prof. de Almeida. Diz-se que a tese de doutorado de Westphal, The Sentence in Venda (Universidade de Londres, 1955), foi baseada inteiramente em seu próprio conhecimento da língua, sem usar nenhuma outra fonte.
A família de Westphal está profundamente envolvida na vida cultural da África do Sul há mais de cem anos. Seu avô, Gotthilf Ernst Westphal, por exemplo, viu o potencial do adolescente Sol Plaatje, então aluno da Mission Station em Pniel, Northern Cape, e deu-lhe aulas particulares. Entre outras contribuições, Plaatje foi fundador e primeiro secretário-geral do Congresso Nacional Africano (ANC). Como EOJ Westphal, ele possuía extraordinários dons linguísticos e era poliglota.
Westphal também foi um dos fundadores da SANCCOB (Fundação Nacional Sul-Africana para a Conservação de Aves Costeiras), cuja história está documentada no livro de Marie Philip, Gregory. Jackass Penguin, traduzido do livro em africâner de Marie Philip e Adèle Naudé: Gregory. Kaapse pikkewyn, 1971.
Westphal teve três filhos: Robin Peter, nascido em 1945, Richard Geoffrey, nascido em 1949, e Jonathan Westphal, nascido em 1951. prof. A segunda esposa de Westphal, Althea, havia originalmente levado suas cinzas da África para Zennor, Cornwall, Inglaterra, para ser enterrado na Igreja de St Senara, mas no caso ele foi enterrado em Port Appin, Escócia, perto de Glencoe, Highland. Sua lápide carrega as palavras "Um Verdadeiro Filho de Venda".
Um Festschrift foi postumamente publicado em sua homenagem, Contribuições linguísticas africanas: apresentado em homenagem a Ernst Westphal, editado por Derek F. Gowlett (Pretória: Via Afrika, 1992).